# Cazeaux-de-Larboust
Cazeaux-de-Larboust è un comune francese di 93 abitanti situato nel dipartimento dell'Alta Garonna nella regione dell'Occitania.

## Società

### Evoluzione demografica
Abitanti censiti